# Schweine (Album)
Schweine ist das vierte Album der Leipziger Band Die Prinzen und wurde am 24. April 1995 veröffentlicht.

## Hintergrund
Das Album war die zum damaligen Zeitpunkt vorerst letzte CD der Prinzen, die von Annette Humpe produziert wurde. Aufgenommen und gemischt wurde es zwischen Oktober 1994 und März 1995 von Graham Laybourne im Boogie Park Studio Hamburg. Von November bis Dezember 1995 fand die zum Album gehörige Tour durch Deutschland statt. Die Band genoss zunehmende Bekanntheit und galt als „Ostdeutschlands erfolgreichste Popband“. Die erste Single (Du musst ein) Schwein sein wurde im deutschsprachigen Raum ein Hit. In der zweiten Single Ich will ein Baby verarbeitete die Band auch Zweifel an der eigenen Karriere („ich will nicht seh’n wie Kameras von Fotografen blitzen“).

## Rezeption
Das Album erreichte Platz drei der Charts in Deutschland und wurde damals breit rezipiert. Im Magazin Der Spiegel etwa wurden die Texte herausgestellt, die „im ostdeutschen Liedgut die Ausnahme“ seien. Der Songtitel (Du musst ein) Schwein sein war weit verbreitet und entwickelte sich zum geflügelten Wort, besonders, wenn es um ostdeutsche Themen ging.

## Titelliste
1. Entspann Dich – 3:29 (Text: Sebastian Krumbiegel)
2. Ich will ein Baby – 3:02 (Text: Tobias Künzel)
3. (Du musst ein) Schwein sein – 3:16 (Text: Humpe)
4. Schwarz – 4:10 (Text: Künzel)
5. Sie denkt immer nur an dich – 3:42 (Text: Humpe)
6. Hau endlich ab – 2:49 (Text: Künzel)
7. Es ist wie es ist – 2:50 (Text: Humpe)
8. Was gut ist – 3:13 (Text: Künzel)
9. Geld ist schön (danke) – 2:44 (Text: Krumbiegel)
10. Kannst du mir noch einmal verzeihn – 3:15 (Text: Künzel)
11. Kannst du mich hörn – 3:10 (Text: Krumbiegel)
12. Sinnloses Lied – 2:17 (Text: Krumbiegel)
13. Müde – 3:57 (Text: Künzel)

## Chartplatzierungen

### Album
| Jahr | Titel    | Höchstplatzierung, Gesamtwochen, AuszeichnungChartplatzierungen (Jahr, Titel, Platzierungen, Wochen, Auszeichnungen, Anmerkungen) | Höchstplatzierung, Gesamtwochen, AuszeichnungChartplatzierungen (Jahr, Titel, Platzierungen, Wochen, Auszeichnungen, Anmerkungen) | Höchstplatzierung, Gesamtwochen, AuszeichnungChartplatzierungen (Jahr, Titel, Platzierungen, Wochen, Auszeichnungen, Anmerkungen) | Anmerkungen                                              |
| Jahr | Titel    | DE | AT | CH | Anmerkungen                                              |
| ---- | -------- | --- | --- | --- | -------------------------------------------------------- |
| 1995 | Schweine | DE3 (37 Wo.)DE | AT6 (15 Wo.)AT | CH22 (12 Wo.)CH | Erstveröffentlichung: 24. April 1995 Verkäufe: + 500.000 |

### Singles
| Jahr | Titel                       | Höchstplatzierung, Gesamtwochen, AuszeichnungChartplatzierungen (Jahr, Titel, , Platzierungen, Wochen, Auszeichnungen, Anmerkungen) | Höchstplatzierung, Gesamtwochen, AuszeichnungChartplatzierungen (Jahr, Titel, , Platzierungen, Wochen, Auszeichnungen, Anmerkungen) | Höchstplatzierung, Gesamtwochen, AuszeichnungChartplatzierungen (Jahr, Titel, , Platzierungen, Wochen, Auszeichnungen, Anmerkungen) | Anmerkungen                                    |
| Jahr | Titel                       | DE | AT | CH | Anmerkungen                                    |
| ---- | --------------------------- | --- | --- | --- | ---------------------------------------------- |
| 1995 | (Du musst ein) Schwein sein | DE8 (22 Wo.)DE | AT13 (12 Wo.)AT | CH26 (10 Wo.)CH | Erstveröffentlichung: 1995 Verkäufe: + 250.000 |